# Matt Terry
Matt Terry (* 20. Mai 1993) ist ein britischer Popsänger. Er gewann die 13. Staffel von The X Factor.
Terry stammt aus Bromley. Er bewarb sich beim Casting für die Show mit einer Coverversion von Ben E. Kings Stand By Me und erhielt von allen vier Jurymitgliedern ein Ja. In den Liveshows wurde Nicole Scherzinger seine Mentorin. Im Finale am 11. Dezember 2016 besiegte er die finnische Sängerin Saara Aalto.
Nach dem Gewinn von X Factor unterzeichnete er einen Plattenvertrag mit RCA Records und veröffentlichte seine Debütsingle When Christmas Comes Around.

## Diskografie
Alben
- 2017: Trouble

Singles
- 2016: When Christmas Comes Around
- 2017: Sucker for You
- 2017: The Thing About Love

## Auszeichnungen für Musikverkäufe
| Goldene Schallplatte - Polen - 2024: für das Album Trouble |

Anmerkung: Auszeichnungen in Ländern aus den Charttabellen bzw. Chartboxen sind in ebendiesen zu finden.
| Land/RegionAuszeichnungen für Musikverkäufe (Land/Region, Auszeichnungen, Verkäufe, Quellen) | Silber     | Gold  | Platin  | Verkäufe  | Quellen   |
| -------------------------------------------------------------------------------------------- | ---------- | ----- | ------- | --------- | --------- |
| Polen (ZPAV)                                                                                 | —          | Gold1 | —       | 10.000    | olis.pl   |
| Vereinigtes Königreich (BPI)                                                                 | 2× Silber2 | —     | Platin1 | 1.000.000 | bpi.co.uk |
| Insgesamt                                                                                    | 2× Silber2 | Gold1 | Platin1 |           |           |